# Adelina Corbanese
Adelina Corbanese (San Biagio di Callalta, 29 marzo 1966 – Treviso, 20 ottobre 2021) fu una giocatrice e allenatrice italiana di rugby a 15, tra le pioniere della disciplina in Italia; 39 volte internazionale tra il 1986 e il 2003, partecipò a tre edizioni della Coppa del Mondo femminile e fu anche campione d'Italia per 12 volte consecutive con le Red Panthers di Treviso.
A latere dell'attività sportiva, lavorò come operaia e fu impegnata sul fronte sindacale nella tutela della gestione del tempo femminile sul luogo di lavoro.

## Biografia
Tra le primissime giocatrici del movimento rugbistico femminile italiano, debuttò nel campionato dell'UISP nel 1984 laureandosi subito campione nazionale con la formazione femminile del Benetton, le Red Panthers; nel 1986 esordì in nazionale italiana a Bardos contro la Francia, secondo incontro assoluto della selezione azzurra.
Fu tra le partecipanti alla prima Coppa del Mondo di rugby femminile nel 1991, all'epoca ancora non riconosciuta dall'International Rugby Football Board, e in carriera fu presente, ancora, alle edizioni ufficialmente riconosciute del 1998 e del 2002.
Il 2002 fu anche l'anno in cui vinse il campionato d'Europa con la nazionale.
Furono 39 complessivamente le presenze in azzurro di Adelina Corbanese, che chiuse la carriera internazionale nel 2003 contro la Svezia.
Con le Red Panthers si aggiudicò sette campionati consecutivi dell'UISP dal 1985 al 1991, e, successivamente, ulteriori dodici dopo il passaggio del torneo di serie A sotto la giurisdizione della F.I.R. per un totale ufficioso di 19 scudetti, non riconoscendo la federazione i campionati disputati con l'UISP.
Sposata con l'ex rugbista Luigi Zanatta, allenatore del Silea, Adelina Corbanese lavorò prima alla tessitura Monti, poi presso l'industriale degli elettrodomestici De'Longhi come operaia assemblatrice: rappresentante sindacale, riuscì a negoziare con la proprietà un aumento delle pause sul lavoro per le esigenze fisiologiche delle lavoratrici.
Colpita da un malore la mattina del 19 ottobre 2021, il giorno seguente è morta in ospedale a Treviso a causa di quello che si è rivelato essere un aneurisma cerebrale; i suoi organi sono stati donati dietro sua disposizione in vita.

## Palmarès
- Campionati europei: 1
Italia: 2002
- Campionati italiani: 12
Red Panthers: 1991-92, 1992-93, 1993-94, 1994-95, 1995-96, 1996-97, 1997-98, 1998-99, 1999-2000, 2000-01
2001-02, 2002-03